# سوختگی
سوختگی (به انگلیسی: Burn) نوعی آسیب به پوست یا بافت است که بر اثر گرما، برق، مواد شیمیایی، اصطکاک یا پرتو به‌وجود می‌آید. سوختگی‌هایی که تنها بر سطح پوست اثر می‌گذارند را سوختگی‌های سطحی یا سوختگی‌های درجه اول می‌نامند. سوختگی با ضخامت نسبی یا سوختگی درجه دوم هنگامی اتفاق می‌افتد که لایه‌های زیرین پوست آسیب می‌بینند. در سوختگی با ضخامت کامل یا سوختگی درجه سوم به همهٔ لایه‌های پوست آسیب می‌رسد. در سوختگی نوع چهارم بافت‌های عمیق‌تر مانند ماهیچه‌ها یا استخوان آسیب می‌بینند. سوختگی‌های سطحی را می‌توان به‌وسیلهٔ مسکّن درمان کرد، درحالی‌که سوختگی‌های شدیدتر نیازمند درمان مداوم در مراکز سوختگی ویژه هستند.
قرار دادن محل سوختگی زیر شیر آب می‌تواند به تسکین درد کمک کند و آسیب را کاهش دهد؛ با این وجود تماس طولانی با آب ممکن است باعث سرمازدگی شود. در سوختگی با ضخامت نسبی لازم است محل سوختگی را با آب و صابون شست‌وشو داد و سپس پانسمان کرد. معمولاً در سوختگی‌های نوع سوم به درمان‌های جراحی مانند پیوند پوست نیاز است. معمولاً سوختگی‌های وسیع نیازمند چندین مرحله تزریق وریدی هستند زیرا واکنش التهابی متعاقب باعث کم شدن محسوس جریان مویرگ و بروز خیز می‌شود. رایج‌ترین مشکل در رابطه با سوختگی مربوط به عفونت است.
اگرچه سوختگی‌های وسیع می‌توانند باعث مرگ شوند اما درمان‌های جدید که از سال ۱۹۶۰ ابداع شده‌اند به‌طور قابل توجهی مرگ ناشی از سوختگی را به ویژه در کودکان و نوجوانان کاهش داده‌اند. حدود ۱۱ میلیون نفر در جهان نیازمند درمان دارویی‌اند و هر ساله ۳۰۰۰۰۰ نفر در اثر سوختگی می‌میرند. در آمریکا نزدیک به ۴۰٪ از افرادی که در مراکز سوختگی پذیرش می‌شوند بر اثر صدمات ناشی از سوختگی می‌میرند. پیامد درازمدت سوختگی در مرحلهٔ اول به وسعت سوختگی و سن فرد بستگی دارد.

## علائم و نشانه‌ها
ویژگی‌های سوختگی به عمق آن بستگی دارد. در سوختگی‌های سطحی فرد آسیب دیده دو یا سه روز درد دارد و در طول روزهای بعدی پوست ناحیه‌ای که دچار سوختگی شده کنده می‌شود. افرادی که از سوختگی‌های شدیدتر رنج می‌برند، بیشتر از فشار روانی نارضایتی و شکایت دارند تا از درد ناشی از سوختگی. افرادی که دچار سوختگی‌های با ضخامت کامل هستند ممکن است به‌طور کامل نسبت به سوزن زدن یا لمس خفیف بی‌تفاوت باشند. اگرچه سوختگی‌های سطحی به رنگ قرمز هستند، سوختگی‌های شدید ممکن است به رنگ صورتی، سفید یا سیاه باشند. سوختگی‌های اطراف دهان یا سوختگی سطحی موهای داخل بینی می‌تواند نشانگر سوختگی مجاری تنفسی باشد، اما این یافته‌ها قطعی نیستند. نشانه‌های نگران‌کننده‌تر شامل این موارد است: تنگی نفس، گرفتگی صدا و صدای گوشخراش یا خس‌خس سینه. خارش در طول فرایند بهبود، طبیعی است و در ۹۰٪ افراد بالغ و تقریباً در همهٔ کودکان اتفاق می‌افتد. ممکن است در مورد آسیب‌های ناشی از برق، احساس کرختی یا مورمور برای مدت طولانی ادامه داشته باشد. ممکن است سوختگی‌ها اختلالات روانی و عاطفی را به همراه داشته باشند.
| نوع             | لایه                                                    | ظاهر سوختگی                                        | بافت             | حس             | زمان بهبود                      | احتمال بیماری‌های بعدی                                                                 | نمونهٔ سوختگی                                                  |
| --------------- | ------------------------------------------------------- | -------------------------------------------------- | ---------------- | -------------- | ------------------------------- | ------------------------------------------------------------------------------------- | ------------------------------------------------------------- |
| درجه اول        | اپیدرم                                                  | قرمز بدون تاول                                     | خشک              | دردناک         | ۵–۱۰ روز                        | به‌خوبی ترمیم پیدا می‌کند. آفتاب‌سوختگی‌های مکرر می‌تواند باعث افزایش ریسک سرطان پوست شود. | A sunburn is a typical first degree burn.                     |
| درجه دوم (سطحی) | به‌صورت سطحی (پاپیلاری) درم گسترش می‌یابد.                | قرمزی با تارهای واضح با فشار دادن، پوست سفید می‌شود | مرطوب و نمناک    | بسیار دردناک   | کمتر از ۲ تا ۳ هفته             | عفونت سطحی، وقوع سلولیت اما معمولاً بدون اسکار                                         | Second degree burn of the thumb                               |
| درجه دوم (عمیق) | گسترش به عمق شبکه ای درم                                | زرد یا سفید، کمتر سفید است، ممکن است تاول زده شود  | کاملاً خشک        | فشار و ناراحتی | ۳–۸ هفته                        | ماندن جای زخم، جوش‌خوردگی (ممکن است نیاز به برداشتن و پیوند پوست داشته باشد)           | Second-degree burn caused by contact with boiling water       |
| درجه سوم        | از طریق تمام درمات‌ها گسترش می‌یابد                       | سفت و سفید / قهوه‌ای یا بدون سفیدی                  | چرب و چرمی مانند | بدون درد       | طولانی مدت (ماه‌ها) و حتی ناتمام | ماندن جای زخم، جوش‌خوردگی، قطع عضو (برش اولیه توصیه می‌شود)                             | Eight day old third-degree burn caused by motorcycle muffler. |
| درجه چهارم      | به تمام پوست و زیر چربی، عضلات و استخوان‌ها گسترش می‌یابد | سیاه، چسبیده به پوست مرده                          | خشک              | بدون درد       | نیاز به برداشتن و اصلاح دارد    | قطع عضو، اختلال عملکردی قابل توجه در اعضا و در برخی موارد مرگ                         | ۴th degree burn                                               |

## تاریخچه

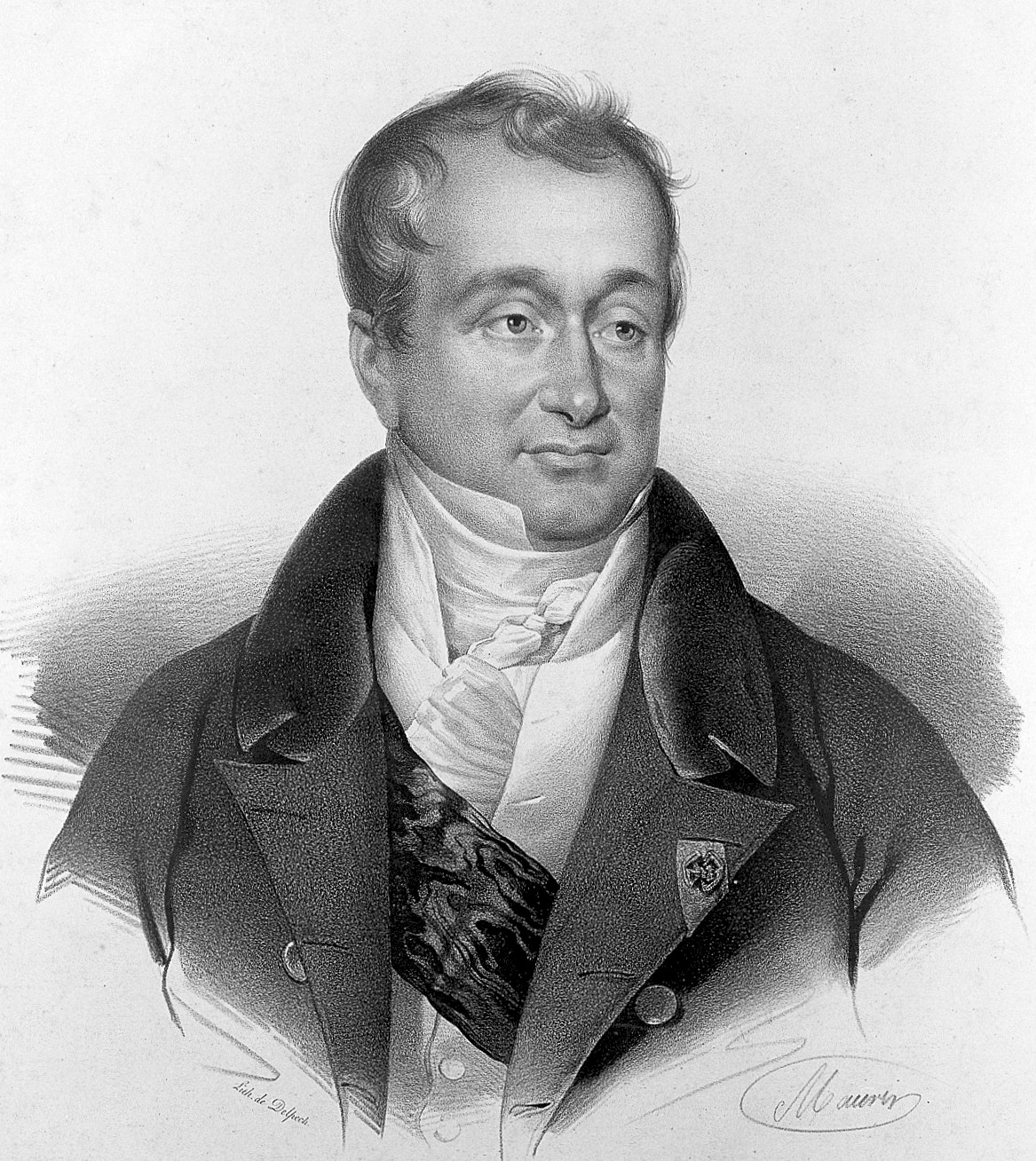
نگاره‌ای از گیوم دوپویترن (۱۸۳۵–۱۷۷۷)؛ او اولین کسی بود که دسته‌بندی درجات سوختگی را ابداع کرد.

غارنگاره‌هایی که قدمت آن به بیش از ۳۵۰۰ سال پیش بازمی‌گردد سوختگی و درمان آن را نشان می‌دهد. پاپیروس اسمیت در ۱۵۰۰ سال قبل از میلاد در مصر درمان سوختگی با استفاده از عسل و ضماد صمغ درخت کاج را توصیف کرد. درمان‌های دیگر مانند استفاده از برگ چای توسط چینی‌ها در ۶۰۰ سال قبل از میلاد، روغن خوک و سرکه توسط بقراط در ۴۰۰ سال قبل از میلاد و نیز استفاده از شراب و مر حجاری توسط سلسیوس در سال ۱۰۰ میلادی نیز در طول زمان مورد استفاده قرار گرفته‌اند. امبرواس پاره جراح فرانسوی اولین کسی بود که در سال ۱۵۰۰ درجات مختلف سوختگی را ابداع کرد. گیوم دوپویترن در سال ۱۸۳۲ این درجات را کامل کرد و آن‌ها را به شش شدت متفاوت تقسیم کرد.
نخستین بیمارستان مخصوص سوختگی در سال ۱۸۴۳ در لندن تأسیس شد و گسترش مراقبت‌های سوختگی مدرن در اواخر قرن ۱۹ و اوایل قرن ۲۰ آغاز شد. هنری درایزدیل داکین و الکسیس کارل در طول جنگ جهانی اول استانداردهایی برای تمیز و ضدعفونی کردن سوختگی و زخم به‌وسیلهٔ محلول سدیم هیپوکلریت به وجود آوردند و این کار به‌طور قابل توجهی میزان مرگ و میر را کاهش داد. در دههٔ ۱۹۵۰ به اهمیت جراحی زودهنگام و گرافت پوست پی برده شد و تقریباً در همان زمان احیای مایع و فرمول‌ها برای راهنمایی برای درمان سوختگی نوشته شد. محققان در دههٔ ۱۹۸۰ اهمیت حالت متابولیک که به‌دنبال سوختگی‌های وسیع به‌وجود می‌آید را نشان دادند.

## علت
سوختگی‌ها توسط منابع خارجی زیادی از جمله منابع گرمایی، شیمیایی، الکتریکی و تشعشعی به وجود می‌آیند. رایج‌ترین عوامل سوختگی در آمریکا عبارت است از: آتش یا شعله (۴۴٪)، آب گرم (۳۳٪)، وسایل داغ (۹٪)، برق (۴٪) و مواد شیمیایی (۳٪). بیشتر (۶۹٪) آسیب‌های ناشی از سوختگی در خانه یا محل کار اتفاق می‌افتند، و اکثر آن‌ها ناخواسته اتفاق می‌افتند، این در حالی است که ۲٪ بر اثر حمله توسط یک فرد و ۲–۱٪ نتیجهٔ اقدام به خودکشی است. این منابع می‌تواند باعث به وجود آمدن صدمات تنفسی به مجاری تنفسی و/یا شش‌ها شود که در ۶٪ سوختگی‌ها رخ می‌دهد.
آسیب‌های ناشی از سوختگی اغلب در بین افراد فقیر اتفاق می‌افتد.  سیگار کشیدن یک عامل ریسک است، این در حالی است که مصرف الکل یک عامل ریسک به حساب نمی‌آید. معمولاً سوختگی‌های مربوط به آتش بیشتر در مناطق سردسیر اتفاق می‌افتد.  عوامل ریسک مشخص در کشورهای در حال توسعه شامل آشپزی در فضای باز یا بر روی زمین و همچنین ناتوانایی‌های رشدی در کودکان و بیماری‌های مزمن در بزرگسالان است.

### گرما
در آمریکا آتش و مایعات داغ رایج‌ترین عوامل سوختگی هستند. سیگار ۲۵٪ و وسایل گرمایشی ۲۲٪ علل آتش‌سوزی‌های خانه که منجر به مرگ می‌شود را تشکیل می‌دهند. تقریباً نیمی از آسیب‌ها بر اثر اقدام به درست کردن آتش است. سوختگی با آب یا بخار داغ به وسیله گازها یا مایعات داغ به وجود می‌آید و در اکثر اوقات به‌وسیلهٔ تماس با مایعات داغ و آب شیر داغ در دستشویی یا حمام، روغن داغ یا بخار آب اتفاق می‌افتد. آسیب‌های ناشی از سوختگی با آب یا بخار داغ بیشتر در کودکان زیر پنج سال رایج است و در آمریکا و استرالیا، این گروه در حدود دو سوم سوختگی‌ها را تشکیل می‌دهند. تماس با اشیای داغ تقریباً علت ۲۰–۳۰٪ سوختگی‌ها در کودکان است. به‌طور کلی سوختگی با آب یا بخار داغ سوختگی نوع اول یا دوم هستند، اما اگر تماس فرد زیاد باشد ممکن است سوختگی نوع سوم نیز اتفاق بیفتد. آتش‌بازی یکی از رایج‌ترین عوامل سوختگی به ویژه در روزهای تعطیلات در بسیاری از کشورها به‌شمار می‌آید. آتش‌بازی یک عامل مخاطره‌آمیز خاص برای مردان بالغ است.

### مواد شیمیایی
مواد شیمیایی از ۲ تا ۱۱٪ علت سوختگی‌ها را به خود اختصاص می‌دهند و علت ۳۰٪ مرگ‌های ناشی از سوختگی هستند. سوختگی‌های ناشی از مواد شیمیایی می‌توانند به وسیلهٔ بیش از ۲۵۰۰۰ ماده شیمیایی به وجود آیند، که بیشتر آن‌ها باز قوی (۵۵٪) یا اسید قوی (۲۶٪) هستند. بیشتر مرگ‌های ناشی از سوختگی شیمیایی در درجهٔ دوم اهمیت نسبت به بلع این مواد قرار می‌گیرند. عوامل شیمیایی رایج شامل این موارد می‌شوند: اسید سولفوریک که در پاک‌کننده‌های حمام و دستشویی یافت می‌شود، سدیم هیپوکلریت که در سفیدکننده‌ها یافت می‌شود و هالوآلکان که در رنگ‌زداها یافت می‌شود. هیدروفلوئوریک اسید می‌تواند باعث به وجود آمدن سوختگی‌های عمیقی شود که ممکن است تا مدتی بعد از تماس، علائم بیماری را نشان ندهد. فرمیک اسید ممکن است باعث از کار افتادن تعداد قابل توجهی از گلبول‌های قرمز شود.

### برق
آسیب‌ها یا سوختگی‌های الکتریکی به ولتاژ بالا (برابر یا بیشتر از ۱۰۰۰ ولت)، ولتاژ پایین (کمتر از ۱۰۰۰ ولت)، یا سوختگی حاصل از برق ترکش اتمی که در درجهٔ دوم اهمیت نسبت به قوس الکتریکی قرار می‌گیرد دسته‌بندی می‌شوند. رایج‌ترین علل سوختگی در کودکان سوختگی به‌وسیلهٔ سیم‌های برق (۶۰٪) و به دنبال آن سوختگی به‌وسیلهٔ پریزهای برق (۱۴٪) هستند. صاعقه نیز می‌تواند باعث سوختگی الکتریکی شود. عوامل ریسک‌پذیری که منجر به برخورد صاعقه می‌شود شامل انجام فعالیت‌هایی مانند کوهنوردی، گلف و ورزش‌هایی که در فضای باز انجام می‌گیرد و همچنین کار کردن در فضای باز می‌شود. مرگ و میر ناشی از برخورد صاعقه در حدود ۱۰٪ است.
اگرچه آسیب‌های الکتریکی منجر به سوختگی می‌شود، اما ممکن است باعث شکست یا نابه‌جایی و در مرحلهٔ بعد ترومای ناقض یا انقباض عضله شوند. در آسیب‌های ناشی از ولتاژ زیاد، بیشتر آسیب ممکن است داخلی باشد و به همین دلیل نمی‌توان وسعت آسیب را صرفاً به وسیله بررسی پوست برآورد کرد. ممکن است تماس با ولتاژ بالا یا ولتاژ پایین آریتمی قلب یا ایست قلبی را به همراه داشته باشد.

### تشعشع
سوختگی تشعشعی ممکن است بر اثر تماس طولانی با پرتو فرابنفش (مانند نور خورشید، کیوسک‌های برنزه شدن یا جوشکاری با قوس الکتریکی یا از پرتوهای یونیزان مانند پرتودرمانی، پرتو ایکس یا تابش پرتو) به وجود آید. تماس با نور خورشید رایج‌ترین علت سوختگی‌های تشعشعی و به‌طور کلی رایج‌ترین علت سوختگی‌های سطحی است. افراد مختلف به شکل‌های مختلف و بر اساس نوع پوست خود دچار آفتاب‌سوختگی می‌شوند. اثری که پرتو یونیزان بر روی پوست می‌گذارد به میزان تماس با محل بستگی دارد و به دنبال آن بعد از ۳ گرِی، ریزش مو مشاهده می‌شود، بعد از ۱۰ گری سرخی پوست، بعد از ۲۰ گری افتادن پوست‌های مرطوب و بعد از ۳۰ گری بافت‌مردگی مشاهده می‌شود. سرخی پوست، اگر اتفاق بیفتد، مدتی پس از تماس بروز می‌کند. سوختگی‌های تشعشعی همانند سوختگی‌های دیگر درمان می‌شوند. سوختگی‌های ریزموجی به وسیله گرمایش حرارتی حاصل از ریزموج رخ می‌دهند. اگرچه تماسی به کوتاهی دو ثانیه ممکن است باعث آسیب شود، اما به‌طور کل سوختگی به‌وسیلهٔ مایکروویو اتفاق نادری است.

### عمدی
حمله علت ۳–۱۰٪ سوختگی افرادی است که بر اثر سوختگی با آب داغ یا آتش بستری می‌شوند. دلایل این کار عبارت است از: کودک‌آزاری، جروبحث‌های شخصی، همسر آزاری، سالمند آزاری و جروبحث‌های تجاری. آسیب ناشی از قرار گرفتن در معرض آب سرد یا آب داغ ممکن است نشانهٔ کودک‌آزاری باشد. این آسیب زمانی اتفاق می‌افتد که دست و پا یا قسمت تحتانی بدن (باسن یا میاندوراه) در زیر آب نگه داشته می‌شود. این کار باعث به وجود آمدن مرز فوقانی مشخصی می‌شود که در بیشتر موارد متقارن است. دیگر نشانه‌های ریسک بالای آزار احتمالی شامل این موارد می‌شود: سوختگی‌های محیطی اندام‌ها، نبود علائم دست و پا زدن در آب، سوختگی با عمق یکسان و ارتباط با نشانه‌های دیگر احمال یا سوءاستفاده.
عروس‌سوزی، یک نوع خشونت خانگی، در بعضی از فرهنگ‌ها مانند هند اتفاق می‌افتد و زن به‌دلیل آنچه که شوهر یا خانوادهٔ شوهرش به‌عنوان جهیزیه ناکافی تلقی می‌کنند سوزانده می‌شود. در پاکستان اسیدپاشی ۱۳٪ از سوختگی‌های عمدی را به خود اختصاص می‌دهد و همواره با خشونت خانوادگی ارتباط دارد. خودسوزی (آتش زدن خود به نشانهٔ اعتراض) نیز نسبتاً در بین زنان هند رواج دارد.

## پاتوفیزیولوژی

سه درجهٔ سوختگی

پروتئین‌ها در دماهای بالاتر از ۴۴ درجه سلسیوس (۱۱۱ درجه فارنهایت) شروع به از دست دادن ساختار سه‌بعدی خود کرده و می‌شکنند. این عمل باعث آسیب رسیدن به سلول‌ها و بافت‌ها می‌شود. بسیاری از اثرات مستقیم سلامت ناشی از سوختگی، عوارض جانبی اختلال در عملکرد عادی پوست هستند. این تأثیرات اختلال حساسیت پوست، توانایی جلوگیری از هدر رفتن آب از طریق تبخیر و توانایی کنترل دمای بدن را در بر می‌گیرد. اختلال غشاهای سلولی باعث می‌شود سلول‌ها پتاسیم را به فضای بیرون از سلول رها کنند و در عوض آب و سدیم جذب کنند.
در سوختگی‌های وسیع (بیش از ۳۰٪ کل سطح بدن)، واکنش التهابی قابل توجهی رخ می‌دهد. این عمل باعث کمبود شدید مایع از مویرگ و بافت خیز (آماس) می‌شود. و باعث از دست رفتن حجم کلی خون می‌شود، در این حالت خون باقی‌مانده پلاسمای زیادی از دست می‌دهد و در نتیجه غلظت خون افزایش پیدا می‌کند. گردش ضعیف خون به اندام‌ها مانند کلیه و دستگاه گوارش باعث نارسایی کلیه و زخم معده می‌شود. افزایش کاتکول‌آمین و کورتیزول ممکن است باعث افزایش متابولیسم بدن شود و سال‌ها ادامه داشته باشد. این افزایش با برون ده قلبی، دگرگشت، تندتپشی و عملکرد ایمنی ضعیف بدن در ارتباط است.

## تشخیص بیماری
سوختگی‌ها بر اساس عمق، نوع سوختگی، وسعت و آسیب‌های مرتبط دسته‌بندی می‌شوند. رایج‌ترین دسته‌بندی بر اساس عمق سوختگی است. معمولاً عمق سوختگی از طریق آزمایش تعیین می‌شود، این در حالی است که کالبدشکافی نیز در مواردی مورد استفاده قرار می‌گیرد. تعیین دقیق عمق سوختگی به‌وسیلهٔ یک معاینه دشوار است، برای این کار لازم است چندین آزمایش در طول یک دورهٔ زمانی صورت بگیرد. در افرادی که سردرد یا سرگیجه دارند و از سوختگی به‌وسیلهٔ آتش رنج می‌برند، باید مسمومیت با کربن منوکسید را در نظر گرفت. مسمومیت با سیانور نیز باید در نظر گرفته شود.

### وسعت
وسعت سوختگی به عنوان درصدی از سطح کلی سوختگی بدن (TBSA) که دچار سوختگی‌های با ضخامت نسبی و کامل می‌شوند محاسبه می‌شود. سوختگی‌های درجه اول که قرمز رنگ و بدون تاول هستند در این ارزیابی شامل نمی‌شوند. بیشتر سوختگی‌ها (۷۰٪) کمتر از ۱۰٪ سطح کلی سوختگی بدن را شامل می‌شود.
روش‌های مختلفی برای تعیین سطح کلی سوختگی بدن وجود دارد از جمله «قانون نه‌ها»، نمودار لوند و برودر و تخمین بر اساس اندازهٔ کف دست شخص. یادگیری و به کار بردن قانون نه‌ها بسیار راحت است ولی فقط در افراد بالای ۱۶ سال دقیق است. ارزیابی‌های دقیق‌تر را می‌توان به‌وسیلهٔ استفاده از نمودارهای لوند و برودر انجام داد، به‌وسیلهٔ این نمودارها می‌توان بخش‌های مختلفی از بدن افراد بالغ و کودکان که دچار سوختگی شده است را ارزیابی کرد. وسعت اثر دست (شامل کف دست و انگشتان) انسان تقریباً ۱٪ کل سطح بدن اوست.

### شدت
| جزئی                       | متوسط                        | کلی                                             |
| -------------------------- | ---------------------------- | ----------------------------------------------- |
| بزرگسالان <۱۰٪ کل سطح بدن  | بزرگسالان ۲۰–۱۰٪ کل سطح بدن  | بزرگسالان>۲۰٪ کل سطح بدن                        |
| پیر یا جوان <۵٪ کل سطح بدن | پیر یا جوان ۱۰–۵٪ کل سطح بدن | پیر یا جوان>۱۰٪ کل سطح بدن                      |
| <۲٪ سوختگی با ضخامت کامل   | ۵–۲٪ سوختگی با ضخامت کامل    | >۵٪ سوختگی با ضخامت کامل                        |
|                            | آسیب ناشی از ولتاژ بالا      | سوختگی ناشی از ولتاژ بالا                       |
|                            | آسیب تنفسی احتمالی           | آسیب تنفسی تشخیص داده شده                       |
|                            | سوختگی محیطی اندام‌ها         | سوختگی قابل توجه در ناحیهٔ صورت، مفاصل، دست و پا |
|                            | مشکلات سلامتی دیگر           | صدمات مرتبط                                     |

انجمن سوختگی آمریکا یک سیستم دسته‌بندی را به وجود آورد که بر اساس آن می‌توان تشخیص داد چه موقع نیاز است بیمار را به یک مرکز تخصصی سوختگی انتقال داد. بر طبق این سیستم، سوختگی‌ها به سه دستهٔ جزئی، متوسط و کلی تقسیم می‌شوند. این تقسیم‌بندی بر اساس چندین عامل از جمله وسعتی که پوست دچار سوختگی شده، آسیب به ناحیه‌های ساختاری خاص، سن فرد و آسیب‌های مرتبط صورت می‌گیرد. سوختگی‌های جزئی را می‌توان در خانه درمان کرد، سوختگی‌های متوسط را معمولاً در بیمارستان درمان می‌کنند و سوختگی‌های کلی در مراکز سوختگی درمان می‌شوند.

## پیشگیری
از نظر تاریخی در حدود نیمی از سوختگی‌ها قابل پیشگیری هستند. برنامه‌های پیشگیری از سوختگی به‌طور قابل توجهی میزان سوختگی‌های شدید را کاهش داده است. معیارهای پیشگیری شامل موارد زیر می‌شود: کنترل کردن دمای آب داغ، زنگ‌های هشدار دود، سیستم آب‌پاشی خودکار، ساختمان‌سازی مناسب و لباس‌های ضد آتش. کارشناسان توصیه می‌کنند دمای آب‌گرم‌کن زیر ۴۸٫۸ درجه سلسیوس (۱۱۹٫۸ درجه فارنهایت) تنظیم شود. معیارهای دیگر برای جلوگیری از سوختگی ناشی از آب جوش شامل استفاده از دماسنج برای اندازه‌گیری دمای آب حمام و نیز استفاده از محافظ بخاری یا اجاق گاز است. اگرچه اثر پخش آتش نامشخص است، اما شواهد احتمالی مفیدی مانند محدود کردن فروش وسایل آتش‌بازی به کودکان وجود دارد.

## مراقبت
احیای بیمار با ارزیابی و تثبیت راه‌های تنفسی، تنفس و گردش خون فرد شروع می‌شود. اگر فرد نتواند تنفس کند به لوله‌گذاری فوری نیاز است. به دنبال این عمل می‌بایست از سوختگی نیز مراقبت کرد. افرادی که دچار سوختگی شدید هستند را می‌بایست با پارچه‌ای سفید پوشاند و آن‌ها را به بیمارستان انتقال داد. از آنجایی که احتمال دارد زخم‌های به وجود آمده از سوختگی دچار عفونت شوند، در صورتی که بیمار در پنج سال گذشته در برابر کزاز واکسینه نشده است می‌بایست به او واکسن کزاز تزریق شود. در آمریکا، ۹۵٪ افراد دچار سوختگی که به اورژانس مراجعه می‌کنند درمان و ترخیص می‌شوند و ۵٪ نیاز به بستری شدن در بیمارستان دارند. تغذیهُ اولیه در مورد سوختگی‌های کلی بسیار اهمیت دارد. درمان با اکسیژن پر فشار نیز علاوه بر درمان‌های معمولی مؤثر است.

### مایعات وریدی
جایگزینی مایع در افرادی که دچار خونیاری ضعیف هستند توصیه می‌شود. بهتر است مایع‌درمانی و مراقبت ویژه در کودکانی که دچار ۲۰–۱۰٪ و بزرگسالانی که دچار بیش از ۱۵٪ سوختگی هستند صورت گیرد. در صورت امکان این عمل در افرادی که دچار سوختگی بالای ۲۵٪ هستند، می‌بایست قبل از بستری شدن در بیمارستان صورت بگیرد. فرمول پارکلند می‌تواند به تعیین حجم مایع وریدی مورد نیاز در طول ۲۴ ساعت اول کمک کند.  این فرمول بر اساس وزن و سطح سوختگی فرد است. نصف این مایع می‌بایست در طول ۸ ساعت اول و باقی‌ماندهٔ آن در طول ۱۶ ساعت بعدی به فرد داده شود.  بازهٔ زمانی از زمانی که فرد دچار سوختگی شده است محاسبه می‌شود نه از زمانی که مایع‌درمانی آغاز می‌شود.  کودکان به مایع نگهدارندهٔ بیشتری نیاز دارند که شامل گلوکز می‌شود. علاوه بر این، افرادی که دچار آسیب به اندام‌های تنفسی شده‌اند نیاز به مایع بیشتری دارند. اگرچه مایع‌درمانی ناکافی باعث به‌وجود آمدن مشکلاتی می‌شود، مایع‌درمانی زیاد نیز می‌تواند مضر باشد. این فرمول‌ها صرفاً جهت راهنمایی شما هستند که در آن تزریق به‌طور ایدئال به حجم ادرار>۳۰ میلی‌لیتر در ساعت در بزرگسالان یا>۱ میلی‌لیتر در کیلوگرم در کودکان و فشار خون متوسط شریانی بیشتر از ۶۰ میلی‌متر جیوه تنظیم شده است.
اگرچه در بیشتر موارد از محلول رینگرلاکتاک استفاده می‌شود، اما هیچ مدرکی مبنی بر برتری این محلول نسبت به سرم نرمال سالین وجود ندارد. به نظر می‌رسد مایعات شبه بلوری نیز به همان خوبی مایع کلوئیدی باشد، این در حالی است که کلوئیدها گران‌تر هستند و به همین دلیل توصیه نمی‌شوند. در سوختگی‌ها به ندرت به انتقال خون نیاز می‌شود. انتقال خون برای جلوگیری از بدتر شدن حال بیمار و تنها هنگامی که سطح هموگلوبین خون زیر ۸۰–۶۰ g/L(6-8 g/dL) برسد توصیه می‌شود. در صورت نیاز می‌بایست کاتتر شریانی از طریق پوست سوخته قرار داده شود یا از تزریق درون استخوانی استفاده شود.

### مراقبت از زخم
خنک کردن اولیه (ظرف مدت ۳۰ دقیقه از زمان سوختگی) باعث کاهش میزان و درد سوختگی می‌شود، اما باید در نظر داشت خنک کردن زیاد می‌تواند باعث سرمازدگی شود. نباید در عمل خنک کردن به جای آب خنک ۱۰–۲۵ درجه سلسیوس (۵۰٫۰–۷۷٫۰ درجه فارنهایت) از یخ استفاده کرد زیرا استفاده از یخ باعث آسیب بیشتر به محل سوختگی می‌شود. در سوختگی‌های ناشی از مواد شیمیایی باید محل سوختگی را با مقدار زیاد آب شست‌وشو داد. شست‌وشو با آب و صابون، جدا کردن بافت‌های مرده و بستن زخم جنبه‌های مهم مراقبت از زخم هستند. مشخص نیست در مورد تاول باید چه اقدامی صورت بگیرد.  شواهد نشان می‌دهد بهترین کار این است که آن‌ها را به حال خود بگذاریم.  سوختگی‌های درجه دو را باید بعد از دو روز ارزیابی کرد.
شواهد اندکی برای تعیین نوع پانسمان و بستن زخم در سوختگی‌های درجه اول و دوم وجود دارد. عاقلانه‌ترین این است که سوختگی‌های نوع اول را پانسمان نکرد. اگرچه آنتی‌بیوتیک‌های موضعی در بیشتر موارد توصیه می‌شود اما شواهد اندکی مبنی بر مؤثر بودن آن‌ها وجود دارد. سیلور سولفادیازین (یک نوع آنتی‌بیوتیک) به هیچ وجه توصیه نمی‌شود زیرا استفاده از آن ممکن است باعث افزایش زمان بهبودی شود. شواهد اندکی وجود دارد که استفاده از نقره یا درمان جراحت به وسیله فشار منفی را توصیه می‌کنند.

### درمان با دارو
سوختگی‌ها می‌توانند بسیار دردناک باشند، از این رو روش‌های مختلفی برای مدیریت درد وجود دارد.  این روش‌ها شامل استفاده از مسکن‌های ساده (مانند ایبوپروفن و استامینوفن) و نیز اپیوئید‌ها از جمله مرفین می‌شود.  بنزودیازپین‌ها نیز ممکن است همراه با مسکن‌ها استفاده شوند تا اضطراب فرد را کاهش دهد. استفاده از آنتی‌هیستامین، ماساژ و تحریک عصب از راه پوست در طول فرایند بهبود به کاهش خارش کمک می‌کند. هرچند آنتی‌هیستامین تنها بر روی ۲۰٪ از افراد تأثیرگذار است. شواهدی وجود دارد که نشان می‌دهد استفاده از گاباپنتین مفید بوده و استعمال آن برای افرادی که آنتی‌هیستامین بر آن‌ها تأثیر ندارد توصیه می‌شود.
آنتی‌بیوتیک درون‌رگی قبل از عمل برای افرادی توصیه می‌شود که دارای سوختگی‌های وسیع (<۶۰٪ سطح بدن) هستند. از سال ۲۰۱۰ به‌دلیل نگرانی‌های مربوط به مقاومت در برابر آنتی‌بیوتیک و ریسک زیاد عفونت قارچی، دستورالعمل‌ها استفادهٔ عمومی از آن‌ها را توصیه نمی‌کند. با این وجود شواهدی وجود دارد که نشان می‌دهد که استفاده از این آنتی‌بیوتیک‌ها می‌تواند باعث افزایش میزان زنده ماندن در افرادی شود که دارای سوختگی شدید و وسیع هستند. استفاده از اریتروپویتین در درمان یا جلوگیری از کم‌خونی افرادی که دچار سوختگی هستند مؤثر نیست. کلسیم گلوکونات در سوختگی‌های ناشی از هیدروفلوئوریک اسید به‌عنوان یک پادزهر خاص عمل می‌کند و می‌توان آن را به‌صورت تزریق در رگ و/یا به‌صورت موضعی استفاده کرد.

### درمان با پانسمان بیولوژیک
یک روش مؤثر دیگر برای درمان سوختگی‌های شدید، درمان با پانسمان بیولوژیک ساخته شده از پردهٔ آمنیوتیک است. پردهٔ آمنیوتیک یا کیسهٔ آب جنین پوششی است که در طول دورهٔ جنینی از جنین محافظت می‌کند و پس از زایمان به‌عنوان زبالهٔ زیستی دفع می‌شود ولی در حال حاضر با رعایت پروتکل‌های بهداشتی و انجام آزمایش ویروسی روی خون مادر اهدا کننده برای جلوگیری از انتقال عفونت از این پرده برای درمان انواع زخم‌های صعب‌العلاج مثل سوختگی‌های شدید و زخم پای دیابتی و بیماران پروانه‌ای استفاده می‌شود و جواب‌های امیدوارکننده‌ای از آن گرفته شده است.

### جراحی
زخم‌هایی که نیازمند بسته شدن به‌وسیلهٔ گرافت پوست یا فلاپ (به‌طور معمول هرچیز که بیشتر از سوختگی کوچک با ضخامت کامل باشد) هستند را می‌بایست سریع درمان کرد. سوختگی‌های محیطی دست و پا سینه نیازمند بریدن غشا عضلانی اطراف نواحی سوخته یا اسکارتومی است. این عمل برای درمان یا جلوگیری مشکلات گردش خون در دست و پا یا ترکیب خون با اکسیژن صورت می‌گیرد. مشخص نیست این عمل در سوختگی‌های گردن یا انگشتان مؤثر است یا خیر. در سوختگی‌های الکتریکی ممکن است به فاشیاتومی نیاز باشد.

### درمان‌های دیگر
از زمان‌های قدیم عسل برای بهبود زخم‌های ناشی از سوختگی‌های درجه اول و دوم استفاده می‌شود. شواهد استفاده از آلوئه‌ورا بسیار کم است. اگرچه ممکن است آلوئه ورا به تسکین درد کمک کند و گزارشی از سال ۲۰۰۷ شواهدی مبنی بر کوتاه شدن زمان بهبودی ارائه داد، اما گزارش بعدی در سال ۲۰۱۲ هیچ‌گونه اثر بهبود به وسیله سولفادیازین نقره را تأیید نکرد.
شواهد اندکی وجود دارد که نشان دهد ویتامین ئی به رفع کلوئید یا جای زخم کمک کند. کره در این مورد اصلاً توصیه نمی‌شود. در کشورهای کمتر توسعه یافته تا یک سوم سوختگی‌ها به روش طب سنتی درمان می‌شود، در این روش از تخم‌مرغ، گِل، برگ یا مدفوع گاو استفاده می‌شود. در بعضی موارد مدیریت جراحی به‌دلیل کمبود منابع مالی و دسترسی محدود است. روش‌های دیگری وجود دارد که می‌تواند علاوه بر دارو به منظور کاهش درد و اضطراب استفاده شود از جمله: درمان با واقعیت مجازی، هیپنوتیزم و رویکردهای رفتاری مانند تکنیک‌های منحرف کردن فکر.

## روش‌های جدید درمان اسکار
با روش‌هایی مانند درم ابریژن، با کمک لیزر یا امواج رادیویی (RF)، برخی پمادهای موضعی مانند فیبرینولیزین، تزریق استروئید و … تلاش می‌شود اسکار ایجاد شده برطرف شود.
برخی از انواع امواج لیزری تأثیر به‌سزایی در درمان انواع مختلف اسکار خصوصاً اسکار سوختگی دارد. مکانیسم عمل این لیزرها در ایجاد شوک گرمایی ناگهانی در عمق پوست (درم) و تحریک آن به کلاژن‌سازی است که این کلاژن‌سازی طبق آخرین تحقیقات تا ۹ ماه پس از درمان با دستگاه نیز ادامه می‌یابد.

## پیش‌آگهی
| سطح سوختگی بدن | مرگ و میر |
| -------------- | --------- |
| <۱۰٪           | ۰٫۶٪      |
| ۱۰–۲۰٪         | ۲٫۹٪      |
| ۲۰–۳۰٪         | ۸٫۶٪      |
| ۳۰–۴۰٪         | ۱۶٪       |
| ۴۰–۵۰٪         | ۲۵٪       |
| ۵۰–۶۰٪         | ۳۷٪       |
| ۶۰–۷۰٪         | ۴۳٪       |
| ۷۰–۸۰٪         | ۵۷٪       |
| ۸۰–۹۰٪         | ۷۳٪       |
| >۹۰٪           | ۸۵٪       |
| Inhalation     | ۲۳٪       |

پیش‌آگهی در افرادی که دچار سوختگی‌های وسیع‌تر هستند، افراد مسن‌تر و زنان، وخیم‌تر است. وجود آسیب‌های ناشی از استنشاق دود، آسیب‌های جدی دیگر مانند ترک خوردن شدید استخوان و بیماری‌های زمینه‌ای (مانند بیماری‌های قلبی، دیابت، بیماری‌های روان‌پزشکی و قصد خودکشی) نیز بر پیش‌آگهی تأثیر می‌گذارد. به‌طور میانگین، از کل افرادی که به مراکز سوختگی آمریکا مراجعه می‌کنند، ۴٪ جان خود را از دست می‌دهند، که این میزان به شدت آسیب ناشی از سوختگی بستگی دارد. به‌عنوان مثال، افرادی که سطح سوختگی بدنشان کمتر از ۱۰٪ است دارای نرخ مرگ و میر کمتر از ۱٪ هستند، این در حالی است که افرادی که سطح سوختگی بالای ۹۰٪ دارند دارای نرخ مرگ و میر ۸۵٪ هستند. در افغانستان، افرادی که دارای سطح سوختگی بالای ۶۰٪ هستند به سختی زنده می‌مانند. در گذشته از سیستم پیش‌بینی احتمال مرگ برای تعیین پیش‌آگهی سوختگی‌های کلی استفاده می‌شد اما با توسعهٔ مراقبت‌های درمانی، این سیستم دیگر ابزار دقیقی به‌شمار نمی‌آید. میزان مرگ و میر به‌وسیلهٔ مجموع وسعت سوختگی (% کل سطح بدن) با سن فرد تعیین می‌شود که حاصل آن تقریباً با خطر مرگ برابر است.

### عوارض
سوختگی می‌تواند دارای عوارض زیادی باشد که عفونت شایع‌ترین آن هاست. عوارض احتمالی سوختگی به ترتیب کثرت شامل موارد زیر می‌شود: سینه‌پهلو، سلولیت، عفونت مجاری ادرار و نارسایی تنفسی. عوامل خطر در عفونت شامل این موارد می‌شود: سوختگی بیش از ۳۰٪ کل سطح بدن، سوختگی با ضخامت کامل، کم یا زیاد بودن سن (پیر با جوان) یا سوختگی‌های پاها یا میاندوراه. ذات الریه بیشتر در افرادی مشاهده می‌شود که دچار آسیب تنفسی شده‌اند.
کم‌خونی در سوختگی با ضخامت کامل که در آن وسعت سوختگی بیش از ۱۰٪ کل سطح بدن است بسیار معمول است. سوختگی الکتریکی که نتیجه‌اش از کار افتادن ماهیچه است ممکن است منجر به سندروم کمپارتمان یا رابدومیلوزیس شود. بر اساس تخمین‌های صورت گرفته، ترومبوز سیاهرگی عمقی در ۶ تا ۲۵٪ افراد اتفاق می‌افتد. حالت بیش متابولیک که سال‌ها پس از سوختگی در فرد باقی می‌ماند می‌تواند باعث کاهش ضخامت استخوان و از دست رفتن تودهٔ ماهیچه‌ای شود. ممکن است بعد از سوختگی به‌ویژه در افراد جوان و کسانی که دارای پوست تیره هستند شاهد کلوئید باشیم. ممکن است کودکان بعد از سوختگی دچار ضربهٔ روانی شدید شده و اختلال اضطراب پس از سانحه را تجربه کنند. اثر زخم نیز می‌تواند باعث بدریخت شدن شکل بدن شود. در کشورهای در حال توسعه ممکن است سوختگی باعث انزوای اجتماعی و فقر مطلق شود.

## همه‌گیرشناسی
| بدون داده <۵۰ ۵۰–۱۰۰ ۱۰۰–۱۵۰ ۱۵۰–۲۰۰ ۲۰۰–۲۵۰ ۲۵۰–۳۰۰ | ۳۰۰–۳۵۰ ۳۵۰–۴۰۰ ۴۰۰–۴۵۰ ۴۵۰–۵۰۰ ۵۰۰–۶۰۰ > ۶۰۰ |

سال‌های زندگی تعدیل شده بر حسب ناتوانی در مورد آتش بر حسب ۱۰۰۰۰۰ ساکن در سال ۲۰۰۴.
بدون داده
<۵۰
۵۰–۱۰۰
۱۰۰–۱۵۰
۱۵۰–۲۰۰
۲۰۰–۲۵۰
۲۵۰–۳۰۰
۳۰۰–۳۵۰
۳۵۰–۴۰۰
۴۰۰–۴۵۰
۴۵۰–۵۰۰
۵۰۰–۶۰۰
> ۶۰۰

از سال ۲۰۰۴، در سراسر جهان ۱۱ میلیون سوختگی به مراقبت پزشکی نیاز داشته و از این تعداد ۳۰۰۰۰۰ نفر جان خود را از دست داده‌اند. بر همین اساس بعد از تصادفات موتوری، پرت شدن از ارتفاع و خشونت، سوختگی چهارمین عامل مرگ و میر است. حدود ۹۰٪ سوختگی‌ها در کشورهای در حال توسعه رخ می‌دهد. و علت آن تا حدودی تجمع بیش از حد و شرایط آشپزی غیر ایمن است. به‌طور کلی ۶۰٪ سوختگی‌های منجر به مرگ در جنوب شرق آسیا رخ می‌دهد و نرخ آن ۱۱٫۶ نفر در هر ۱۰۰٬۰۰۰ نفر است.
در کشورهای توسعه‌یافته نرخ مرگ و میر ناشی از سوختگی در مردان دو برابر زنان است.  این میزان به احتمال زیاد به‌دلیل مشاغل پرخطر و نیز فعالیت‌های ریسک‌پذیر آن‌هاست.  در بسیاری از کشورهای در حال توسعه نرخ مرگ و میر زنان بر اثر سوختگی دو برابر مردان است و عمدتاً با حادثه‌های رُخ‌داده در آشپزخانه یا خشونت‌های خانوادگی ارتباط دارد. نرخ مرگ‌ومیر ناشی از سوختگی کودکان در کشورهای در حال توسعه بیش از ده برابر نرخ مرگ و میر ناشی از سوختگی کودکان در کشورهای توسعه یافته است. به‌طور کل، مرگ و میر ناشی از سوختگی یکی از پانزده علت اصلی مرگ و میر در کودکان است. از دههٔ ۱۹۸۰ تا سال ۲۰۰۴ بیشتر کشورها شاهد کاهش نرخ سوختگی‌های کشنده و به‌طور کلی سوختگی بوده‌اند.

### کشورهای توسعه یافته
در آمریکا سالانه ۵۰۰٬۰۰۰ نفر به‌دلیل آسیب‌های ناشی از سوختگی در مراکز پزشکی تحت درمان قرار می‌گیرند. از این تعداد نزدیک به ۳٬۳۰۰ نفر جان خود را از دست می‌دهند. بیشتر سوختگی‌ها (۷۰٪) و مرگ‌های ناشی از سوختگی در مردان اتفاق می‌افتد. بالاترین میزان سوختگی در افراد ۱۸–۳۵ سال اتفاق می‌افتد، این در حالی است که بیشترین میزان سوختگی به‌وسیلهٔ آب جوش در کودکان زیر ۵ سال و افراد بالای ۶۵ سال رخ می‌دهد. سوختگی‌های الکتریکی سالانه عامل مرگ حدود ۱۰۰۰ نفر هستند. رعد و برق در هر سال جان ۶۰ نفر را می‌گیرد. در اروپا، سوختگی‌های عمدی بیشتر در مردان میانسال اتفاق می‌افتد.

### کشورهای در حال توسعه
در هند، حدود ۷۰۰٬۰۰۰ تا ۸۰۰٬۰۰۰ نفر سوختگی‌های شدیدی را تحمل می‌کنند، این در حالی است که تعداد کمی از این افراد در مراکز تخصصی سوختگی مداوا می‌شوند. بالاترین نرخ در زنان بین ۳۵–۱۷ سال رخ می‌دهد. بخشی از این نرخ بالا با آشپزخانه‌های غیر ایمن و لباس‌های گشاد و دنباله‌دار که مختص هند است ارتباط دارد. برآورد می‌شود یک سوم کل سوختگی‌ها در هند به‌دلیل آتش گرفتن لباس است. سوختگی‌های عمدی نیز یکی از علل شایع مرگ‌ومیر بعد از خشونت‌های خانوادگی و خودزنی است و بیشتر در دختران جوان رخ می‌دهد.